# Plochingen
Plochingen ist eine Stadt im baden-württembergischen Landkreis Esslingen mit 14.487 Einwohnern (31. Dezember 2024). Sie liegt am Zufluss der Fils in den Neckar. Die Kleinstadt gehört zur Region Stuttgart (bis 1992 Region Mittlerer Neckar) und zur europäischen Metropolregion Stuttgart.

## Geographie

### Lage
Plochingen ist etwa neun Kilometer ostsüdöstlich von der Kreisstadt Esslingen am Neckar entfernt und in derselben Richtung etwa 19 Kilometer von der Landeshauptstadt Stuttgart. Die Kleinstadt liegt an den rechten Ufern von Fils und abfließendem Neckar, der hier an der Mündung des ersten seiner vier großen Nebenflüsse das charakteristische Plochinger Neckarknie zeigt, an dem er von langem Nordost- für eine kurze Strecke auf Westnordwestlauf wechselt.
Im Gebiet der Stadt stoßen drei Naturräume zusammen: das Vorland der mittleren Schwäbischen Alb im Südosten, der Unterraum Schurwald des Naturraums Schurwald und Welzheimer Wald im Nordosten und der zu der Filder gerechnete Unterraum Nürtinger-Esslinger Neckartal entlang dem größeren der beiden Flüsse im Westen. Der niedrigste Punkt im Stadtgebiet liegt ganz im Westen am Ausfluss des Neckars auf wenig über 247 m ü. NN, der höchste ganz im Norden beim Weißen Stein auf dem Schurwaldkamm auf etwa 448 m ü. NN, von dem herab Forstflächen einen großen Teil des Stadtgebiets bedecken.

### Nachbargemeinden
Angrenzende Kommunen sind reihum im Westen die Gemeinde Altbach, im Nordwesten die Kreisstadt Esslingen am Neckar, im Nordosten die Gemeinde Baltmannsweiler, im Osten die Gemeinde Reichenbach an der Fils, im Südosten kurz die Gemeinde Hochdorf, im Süden die Stadt Wernau (Neckar), im Südwesten die Gemeinde Deizisau, die alle ebenfalls dem Landkreis Esslingen angehören.

### Stadtgliederung
Zu Plochingen gehören die Stadt Plochingen und der nordöstlich der Stadt liegende Stadtteil Stumpenhof.

### Flächenaufteilung
Nach Daten des Statistischen Landesamtes, Stand 2014.

## Geschichte

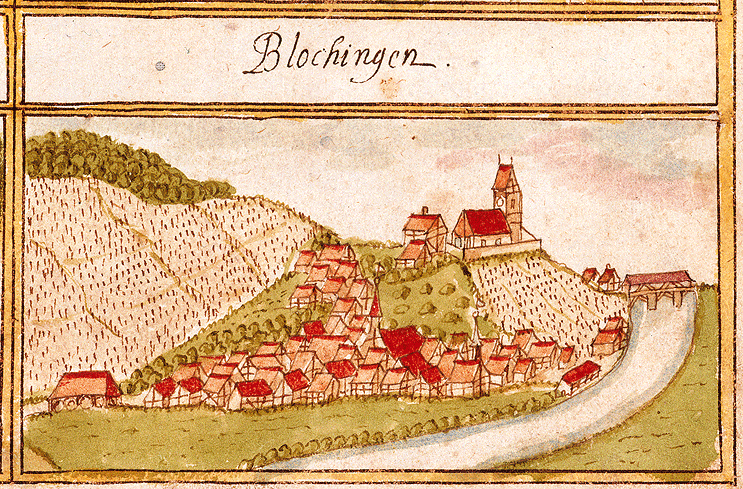
Plochingen 1683/1685 im Kieserschen Forstlagerbuch

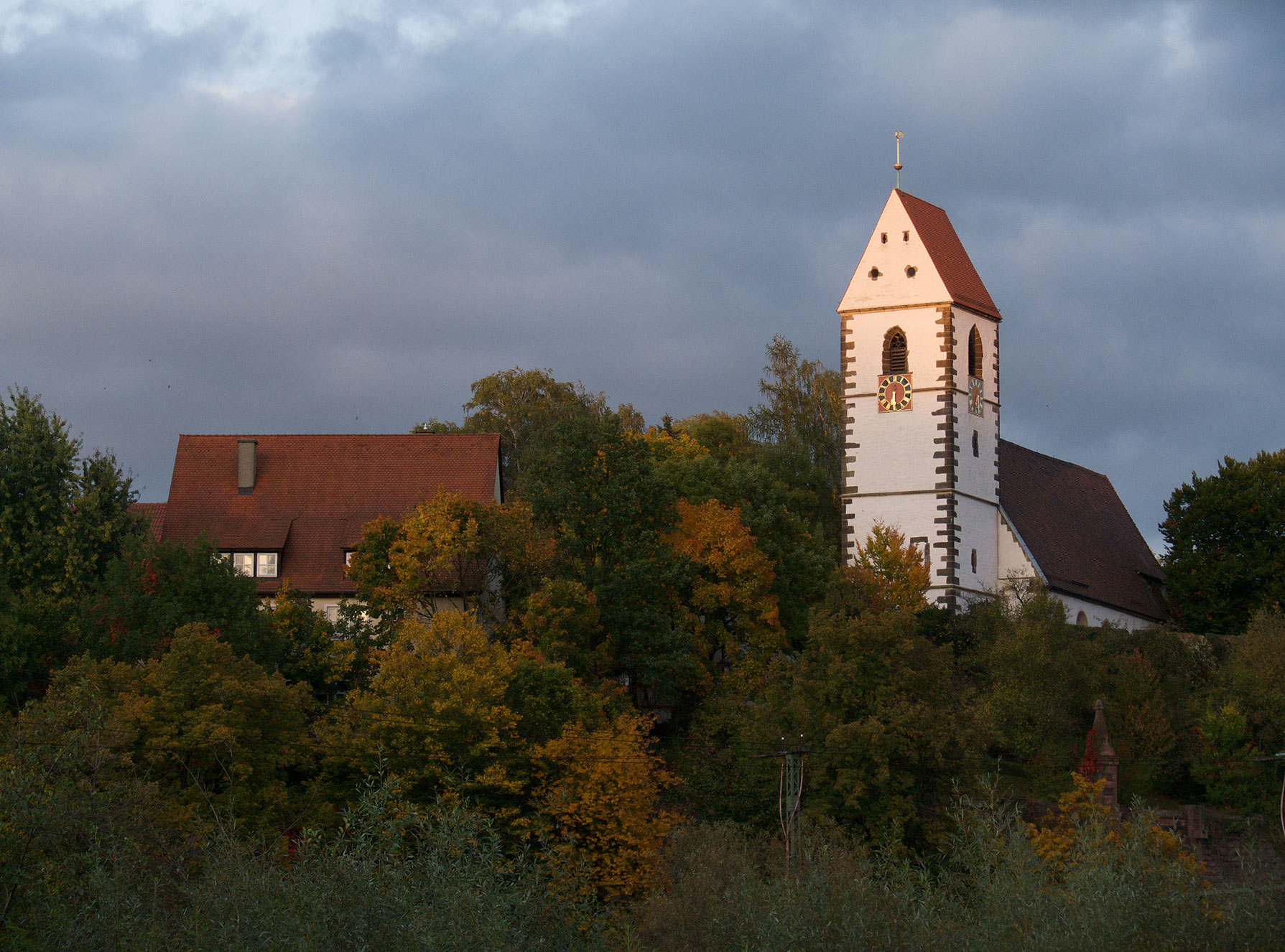
Die Evangelische Stadtkirche liegt auf einem Hügel über der Altstadt

### Altertum
Durch die verkehrsgünstige Lage an der Mündung der Fils in den Neckar hielten sich schon in frühester Zeit Menschen in der Gegend auf, was durch Funde aus der Steinzeit bezeugt wird. Waffenfunde und Grabbeigaben aus der Bronzezeit geben Hinweise auf eine zur Urnenfelderkultur gehörende Besiedlung. Auch aus der Hallstattzeit deuten Grabhügel an, dass es eine kontinuierliche keltische Besiedlung bis in die Römerzeit gegeben haben könnte. Im klassischen Altertum siedelten die Römer und im frühen Mittelalter die Alamannen am Ort.

### Vom Mittelalter bis zum 19. Jahrhundert
Im Hochmittelalter lag Plochingen auf dem Gebiet des Herzogtums Schwaben und bildete einen Teil des Neckargaus. Der Ort wurde im Jahr 1146 als Blochingen erstmals in einer Urkunde des Königs Konrad III. von Hohenstaufen erwähnt. Es gab in Plochingen zwei Burgen, von denen jedoch nichts überdauert hat. Vom 12. bis zum 14. Jahrhundert lässt sich für Plochingen der Sitz eines Adelsgeschlechts nachweisen. 1331 verkaufte der Burgherr Johann von Plochingen einigen Besitz in Plochingen an das Katharinenhospital in Esslingen. Seit 1447 besaß Württemberg in Plochingen die hohe Gerichtsbarkeit, wohingegen die niedere Gerichtsbarkeit zwischen der Reichsstadt Esslingen und dem Herzogtum Württemberg bis zur Mediatisierung zu Beginn des 19. Jahrhunderts aufgeteilt war. Der württembergische Anteil Plochingens, ursprünglich bei der Vogtei Nellingen, wurde bereits zu Anfang des 15. Jahrhunderts dem Amt in Stuttgart unterstellt. Seit dem 12. Jahrhundert besaß Plochingen einen Markt für Baustoffe, Salz und Agrargüter, darunter insbesondere Wein, Getreide, Fischfang und Vieh.
1536 setzte Herzog
Ulrich von Württemberg die Reformation durch. Im Jahre 1545 wurde eine erste Brücke über den Neckar gebaut, welche einen mittelalterlichen Steg ersetzte. Dazu kam eine Brücke über die Fils, so dass dafür Brückenzölle erhoben werden konnten. Nach der für Württemberg verlorenen Schlacht bei Nördlingen wirkte sich die verkehrsgünstige Lage Plochingens im Dreißigjährigen Krieg nachteilig aus, da bereits 1634 kaiserliche Truppen den Ort plünderten und viele Häuser abbrannten. Die Einwohnerzahl von etwa 1300 Personen vor dem Krieg sank auf etwa 500 Bewohner nach dem Krieg. Plochingen wurde 1698 Poststation auf der vom Haus Thurn- und Taxis betriebenen kaiserlichen Postlinie zwischen Antwerpen und Venedig. 1778 errichtete der Hofwerkmeister Johann Christian Adam Etzel (1743–1801; Onkel von Gottlieb Christian Eberhard von Etzel) die dann in Europa bekannt gewordene gedeckte Holzbrücke mit einer freitragenden Spannweite von 70 Meter ohne Zwischenpfeiler über den Neckar. Diese musste 1905 völlig intakt der Erweiterung der Bahnhofsanlagen weichen. Die Gemeinde kam 1808 bei der Umsetzung der neuen Verwaltungsgliederung im Königreich Württemberg vom Amtsoberamt Stuttgart zum neu eingerichteten Oberamt Esslingen. 1846 führte der Bau der Filstalbahn bis nach Plochingen zum Anschluss an das entstehende Streckennetz der Königlich Württembergischen Staats-Eisenbahnen, nur ein Jahr nachdem in Württemberg auf der Strecke zwischen Cannstatt und Untertürkheim zum ersten Mal ein Zug gefahren war. Mitte 1850 gingen die gesamte, 93 Kilometer lange, Filsbahn von Stuttgart nach Ulm und die Bahnstrecke Ulm–Friedrichshafen in Betrieb; von nun an lagen Plochingen und zahlreiche andere bis dahin entlegene Orte an einer bedeutenden Bahnstrecke. 1888 wurde in der Gaststätte Waldhorn der Schwäbische Albverein gegründet.

### 20. Jahrhundert
1905 wurde die Holzbrücke aus dem Jahr 1778 durch eine Eisenbrücke über den Neckar ersetzt. Am 1. Juni 1913 zerstörte ein Tornado zahlreiche Gebäude in Plochingen. Bei der Kreisreform während der NS-Zeit in Württemberg gelangte Plochingen 1938 zum Landkreis Esslingen. Nach dem Zweiten Weltkrieg geriet die Gemeinde in die Amerikanische Besatzungszone und lag 1945 bis 1952 im Land Württemberg-Baden. Am 13. April 1948 wurde die Gemeinde Plochingen zur Stadt erhoben, welche ab 1952 zum neuen Bundesland Baden-Württemberg gehörte. Am 12. Juli 1968 erfolgte die Einweihung des Neckarhafens Plochingen. Seit Beginn des S-Bahn-Betriebes im Großraum Stuttgart am 1. Oktober 1978 werden die Fahrzeuge im Bahnbetriebswerk Plochingen technisch gewartet und gereinigt.
1998 war Plochingen Gastgeber der Landesgartenschau Baden-Württemberg.

### Religion
Seit der Reformation ist Plochingen evangelisch geprägt. Neben der evangelischen Kirchengemeinde Plochingen gibt es aber auch wieder eine römisch-katholische Kirchengemeinde (selbständig seit 1909). Anfang des 20. Jahrhunderts entstanden auch eine evangelisch-methodistische (seit 1908) und eine neuapostolische (seit 1919) Gemeinde.

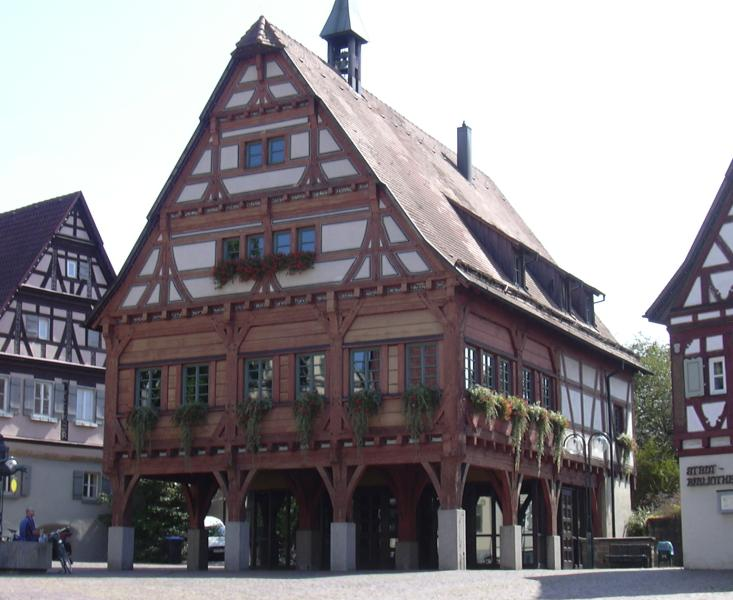
Das Alte Rathaus
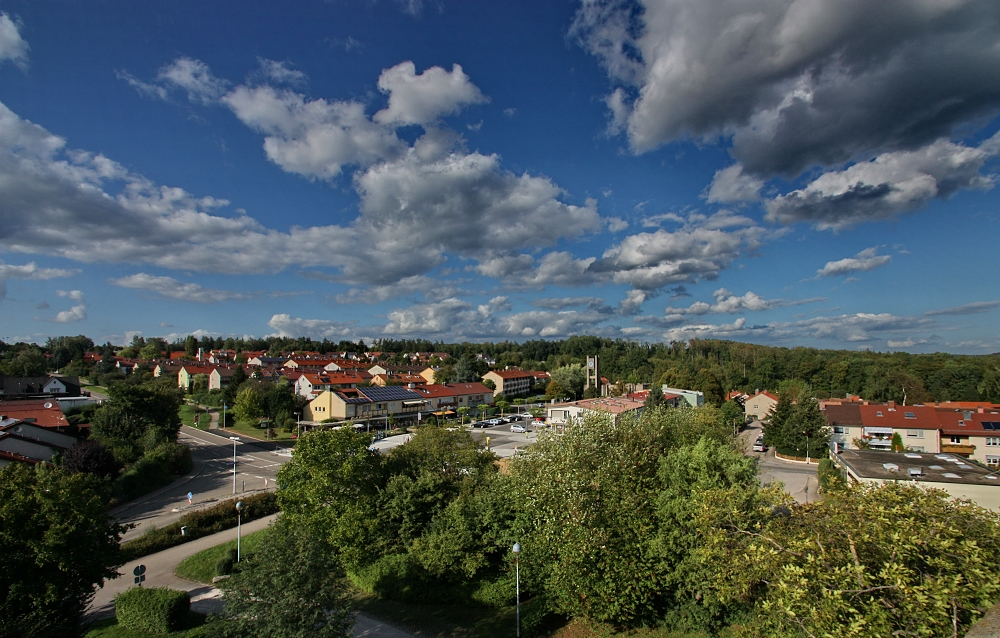
Blick auf den Stadtteil Stumpenhof
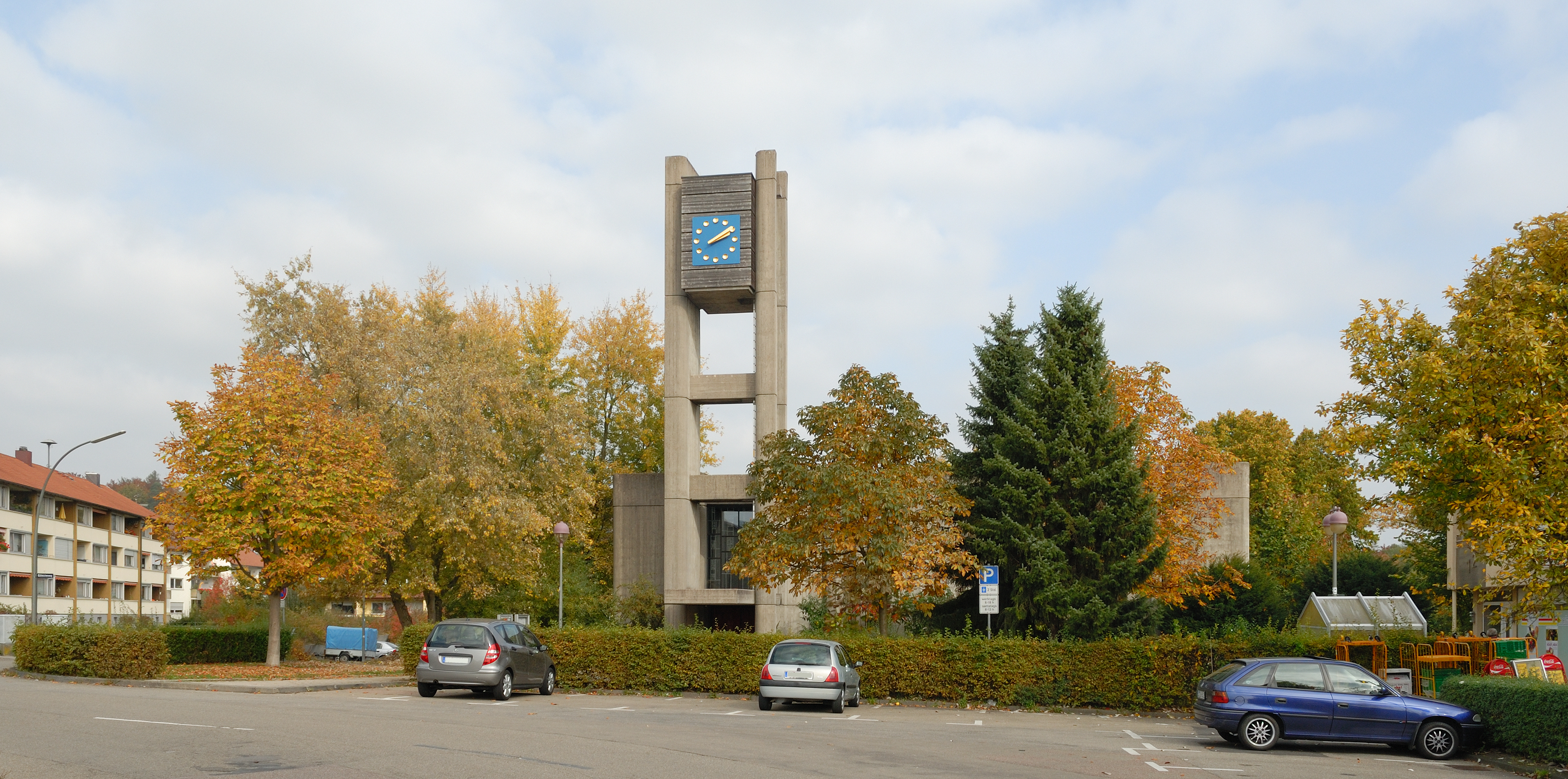
Paul-Gerhardt-Kirche, Stadtteil Stumpenhof

### Einwohnerentwicklung
Die Einwohnerzahlen sind Schätzungen, Volkszählungsergebnisse (¹) oder amtliche Fortschreibungen des Statistischen Landesamtes (nur Hauptwohnsitze).
| Stichtag             | Einwohnerzahl |
| -------------------- | ------------- |
| 1618                 | 1.320         |
| 1635                 | 250           |
| 1. Dezember 1871 ¹   | 1.881         |
| 1. Dezember 1900 ¹   | 2.413         |
| 17. Mai 1939 ¹       | 5.446         |
| 13. September 1950 ¹ | 8.148         |
| 6. Juni 1961 ¹       | 11.358        |
| 27. Mai 1970 ¹       | 12.953        |
| 25. Mai 1987 ¹       | 12.140        |
| 31. Dezember 1995    | 13.085        |
| 31. Dezember 2000    | 14.191        |
| 31. Dezember 2005    | 14.319        |
| 31. Dezember 2010    | 14.209        |
| 31. Dezember 2015    | 13.997        |
| 31. Dezember 2020    | 14.490        |
| 31. Dezember 2022    | 14.611        |

## Politik

### Verwaltungsverband
Plochingen bildet mit Altbach und Deizisau den Gemeindeverwaltungsverband Plochingen. Frank Buß, Bürgermeister der Stadt Plochingen, ist Vorsitzender des Verwaltungsverbandes.
Die Stadt Plochingen unterhält auch Eigenbetriebe: die Stadtwerke, den Eigenbetrieb Abwasserbeseitigung sowie den Eigenbetrieb Wohnen.

### Bürgermeister
- 1946–1947: Gerhard Kühlkopf
- 1947–1951: August Schöck (1920–1989)
- 1951–1969: Emil Hartung (1905–1995)
- 1969–2008: Eugen Beck (1940–2022)
- seit 2008: Frank Buß (* 1964)[12]

### Gemeinderat
Der Gemeinderat in Plochingen besteht aus den gewählten 22 ehrenamtlichen Gemeinderäten und dem stimmberechtigten Bürgermeister als Vorsitzendem. Die Kommunalwahl am 9. Juni 2024 führte zu folgendem Endergebnis.
| Parteien und Wählergemeinschaften | Parteien und Wählergemeinschaften                            | % 2024  | Sitze 2024 | % 2019  | Sitze 2019 | Kommunalwahl 2024 %403020100 33,5823,3313,4514,8914,75 CDUSPDOGLULPBLGewinne und Verlusteim Vergleich zu 2019 %p 16 14 12 10 8 6 4 2 0 −2 −4 −6 −8−10+1,94−3,46−8,94−4,30+14,75CDUSPDOGLULPBL |
| CDU-WG                            | Christlich Demokratische Union Deutschlands–Wahlgemeinschaft | 33,58   | 8          | 31,64   | 8          | Kommunalwahl 2024 %403020100 33,5823,3313,4514,8914,75 CDUSPDOGLULPBLGewinne und Verlusteim Vergleich zu 2019 %p 16 14 12 10 8 6 4 2 0 −2 −4 −6 −8−10+1,94−3,46−8,94−4,30+14,75CDUSPDOGLULPBL |
| SPD                               | Sozialdemokratische Partei Deutschlands                      | 23,33   | 5          | 26,79   | 6          | Kommunalwahl 2024 %403020100 33,5823,3313,4514,8914,75 CDUSPDOGLULPBLGewinne und Verlusteim Vergleich zu 2019 %p 16 14 12 10 8 6 4 2 0 −2 −4 −6 −8−10+1,94−3,46−8,94−4,30+14,75CDUSPDOGLULPBL |
| OGL                               | Offene Grüne Liste Plochingen e. V.                          | 13,45   | 3          | 22,39   | 5          | Kommunalwahl 2024 %403020100 33,5823,3313,4514,8914,75 CDUSPDOGLULPBLGewinne und Verlusteim Vergleich zu 2019 %p 16 14 12 10 8 6 4 2 0 −2 −4 −6 −8−10+1,94−3,46−8,94−4,30+14,75CDUSPDOGLULPBL |
| ULP                               | Unabhängige Liste Plochingen                                 | 14,89   | 3          | 19,19   | 3          | Kommunalwahl 2024 %403020100 33,5823,3313,4514,8914,75 CDUSPDOGLULPBLGewinne und Verlusteim Vergleich zu 2019 %p 16 14 12 10 8 6 4 2 0 −2 −4 −6 −8−10+1,94−3,46−8,94−4,30+14,75CDUSPDOGLULPBL |
| BLP                               | Bürgerliste Plochingen                                       | 14,75   | 3          | –       | –          | Kommunalwahl 2024 %403020100 33,5823,3313,4514,8914,75 CDUSPDOGLULPBLGewinne und Verlusteim Vergleich zu 2019 %p 16 14 12 10 8 6 4 2 0 −2 −4 −6 −8−10+1,94−3,46−8,94−4,30+14,75CDUSPDOGLULPBL |
| gesamt                            | gesamt                                                       | 100,0   | 22         | 100,0   | 22         | Kommunalwahl 2024 %403020100 33,5823,3313,4514,8914,75 CDUSPDOGLULPBLGewinne und Verlusteim Vergleich zu 2019 %p 16 14 12 10 8 6 4 2 0 −2 −4 −6 −8−10+1,94−3,46−8,94−4,30+14,75CDUSPDOGLULPBL |
| Wahlbeteiligung                   | Wahlbeteiligung                                              | 56,55 % | 56,55 %    | 55,64 % | 55,64 %    | Kommunalwahl 2024 %403020100 33,5823,3313,4514,8914,75 CDUSPDOGLULPBLGewinne und Verlusteim Vergleich zu 2019 %p 16 14 12 10 8 6 4 2 0 −2 −4 −6 −8−10+1,94−3,46−8,94−4,30+14,75CDUSPDOGLULPBL |

### Wappen
Das Stadtwappen ist fünfmal schräglinks geteilt von Blau und Gold. Die Stadtfarben sind Blau-Gelb.

### Städtepartnerschaften
Partnerstädte von Plochingen sind:
- Landskrona in Südschweden, seit 1971
- Zwettl im niederösterreichischen Waldviertel, seit 1993
- Oroszlány  (deutsch: Ohreslahn) in Nordungarn, seit 2010

Freundschaftliche Beziehungen und kulturellen Austausch gibt es mit weiteren Städten:
- Luckau in Brandenburg, seit 1990
- Cividale del Friuli (deutsch: Östrich), in Venetien (Italien), seit 2003
- Svitavy (deutsch: Zwittau) in Mähren (Tschechien), seit 1992

## Wirtschaft und Infrastruktur

### Verkehr

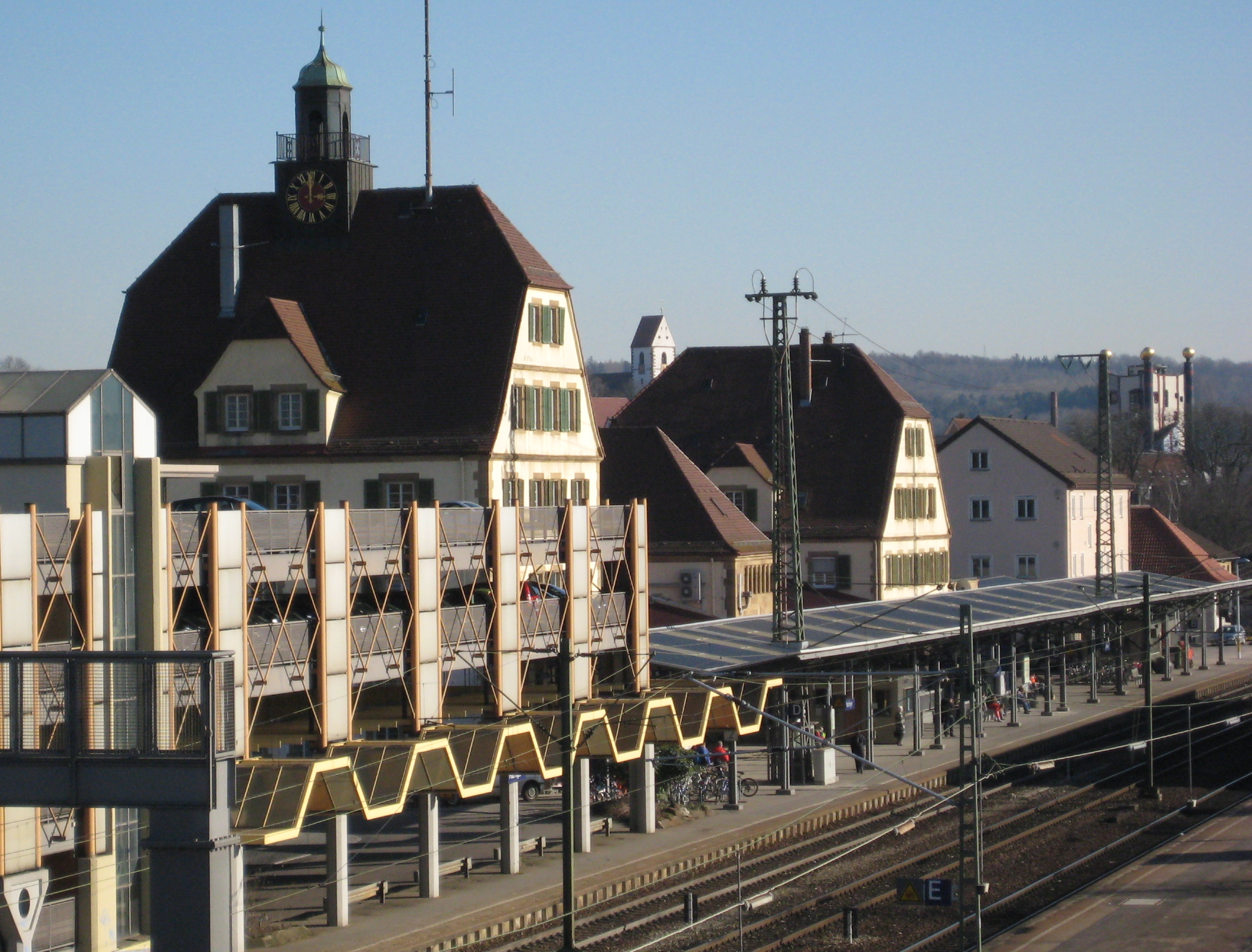
Bahnhof Plochingen

#### Straßen
Die Stadt ist über die Bundesstraße 10 ab Stuttgart in etwa 25 Minuten zu erreichen. Am Plochinger Dreieck zweigt die B 313 Richtung Tübingen und Stockach von der B 10 ab. Neben diesem autobahnähnlichen Bauwerk überspannen den Neckar bei Plochingen zwei weitere Straßenbrücken und eine Fußgängerbrücke.

#### Bahn- und Busverkehr
Der Plochinger Bahnhof ist Verkehrsknotenpunkt der Deutschen Bahn an der Bahnstrecke Plochingen–Immendingen und der Filstalbahn von Stuttgart nach Neu-Ulm. Er wird von Fernverkehrszügen, Regionalzügen und der Linie S1 der S-Bahn Stuttgart bedient. Die Wartung der Triebwagen der S-Bahn Stuttgart findet im Bahnbetriebswerk Plochingen statt.
Der Busverkehr in Plochingen und Umgebung wird vom Unternehmen Fischle auf acht Linien im Rahmen des Verkehrs- und Tarifverbunds Stuttgart (VVS) betrieben.

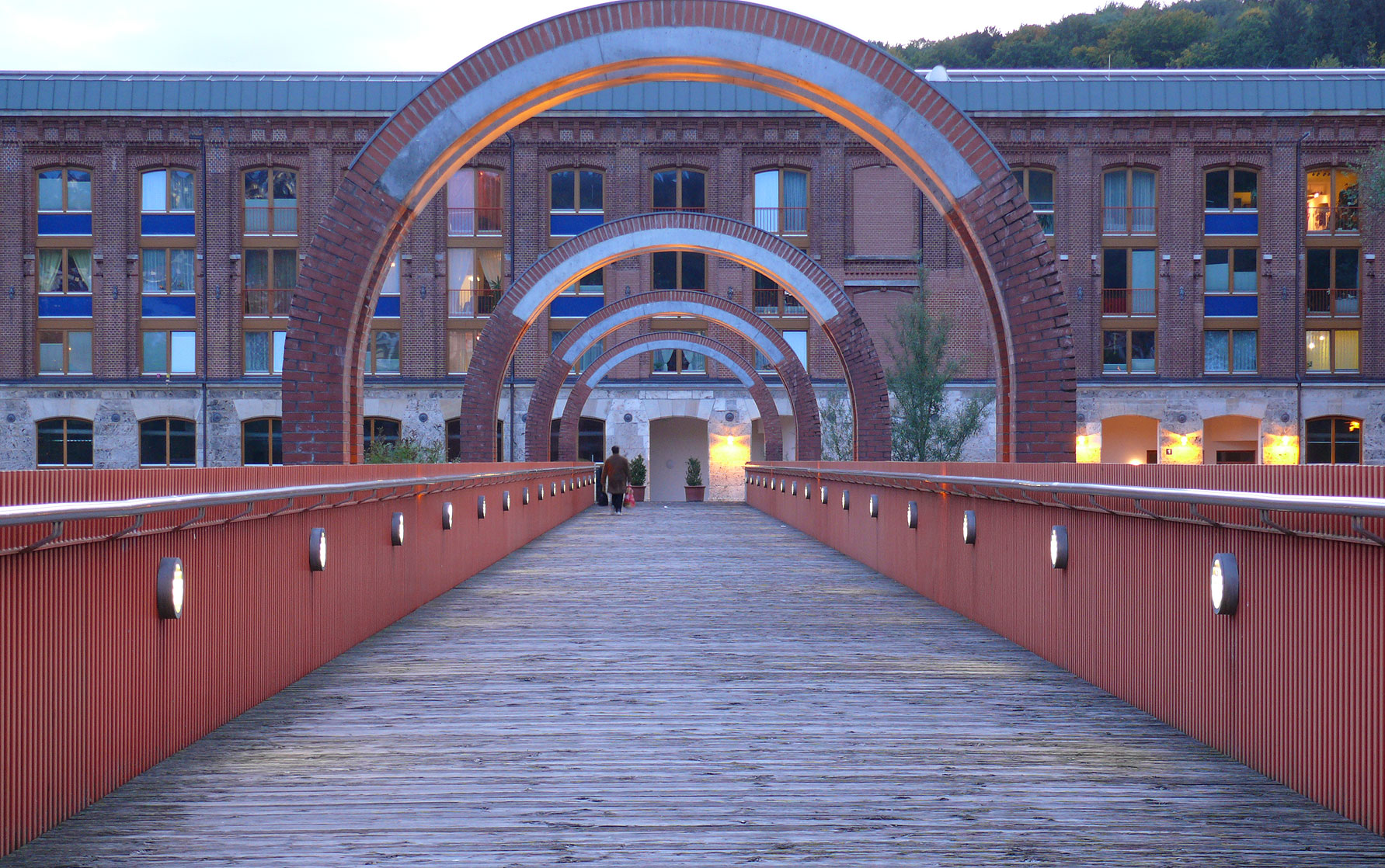
Fußgängerbrücke über den Neckar zum Wohn- und Erholungsgebiet Bruckenwasen (dem Gelände der Landesgartenschau 1998)

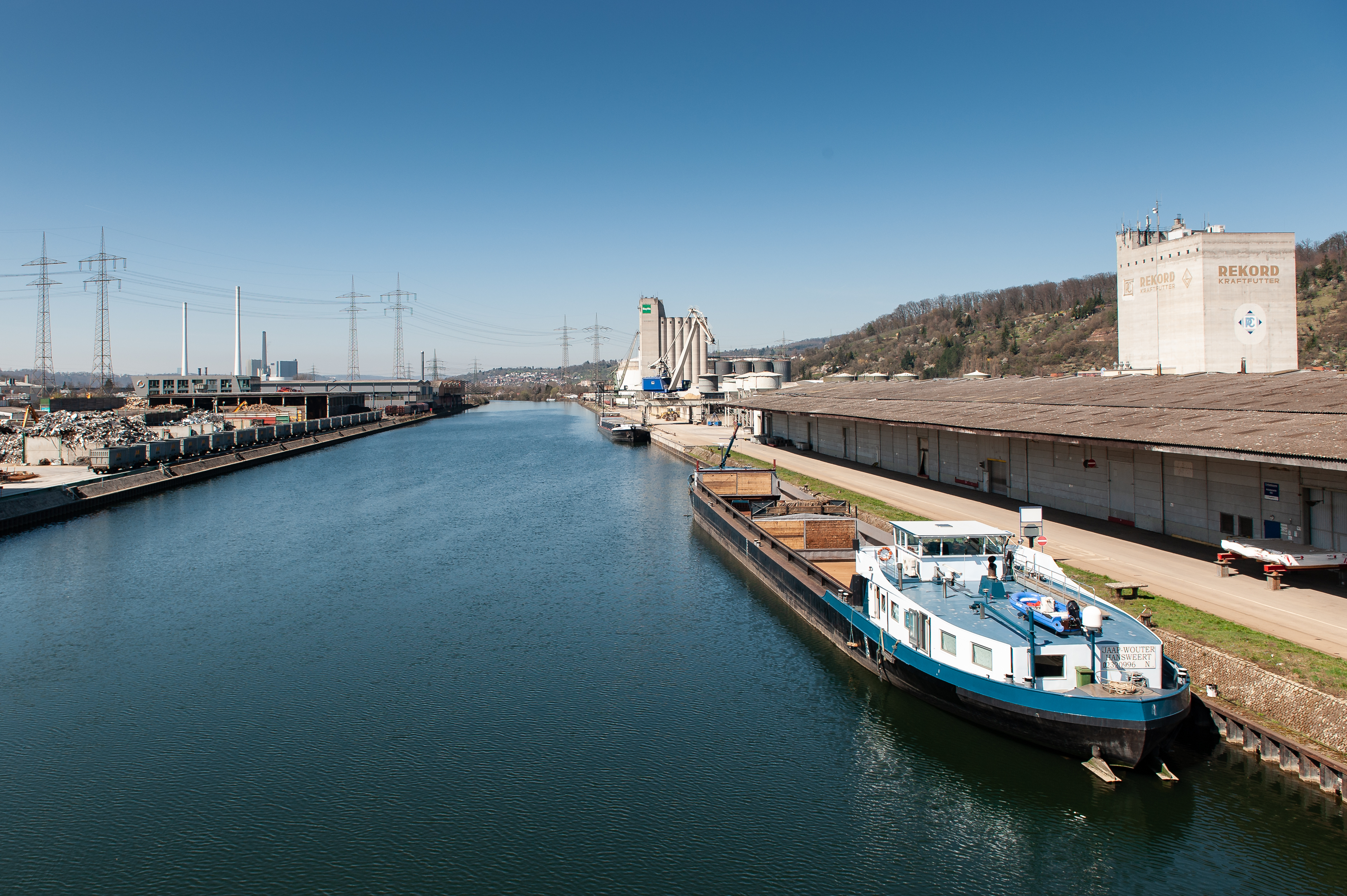
Neckarhafen

#### Radverkehr
Über Alltagsradrouten aus dem Radnetz Baden-Württemberg ist Plochingen
- über Altbach mit Esslingen,
- an Wernau vorbei mit Wendlingen und
- über Reichenbach an der Fils, Ebersbach an der Fils und Uhingen mit Göppingen verbunden.

Der Neckartal-Radweg, ein Landes-Radfernweg von Villingen-Schwenningen nach Mannheim, verläuft ebenfalls durch Plochingen. Der Württemberger Weinradweg verläuft von Rottenburg am Neckar nach Niederstetten. In Plochingen ist er mit dem Neckartal-Radweg identisch.

#### Hafen
Der Neckarhafen in Plochingen ist seit dem 12. Juli 1968 Endpunkt des schiffbaren Neckars. Er wurde als Hafen für die gewerbliche Binnenschifffahrt ausschließlich für den reinen Gütertransport ohne Personenschifffahrt konzipiert. Das Hafengelände erstreckt sich entlang zweier Hafenbecken. Verantwortlich für die Konzeption, Realisation und Entwicklung war von 1954 bis 1992 Hafendirektor Heinz Kreeb. 1992 wurde mit der Geschäftsführung Eberhard Weiß betraut, seit 2015 ist Gerhard Straub sein Nachfolger als Hafendirektor. Im Neckarhafen haben sich knapp 20 Unternehmen mit einem Investitionsvolumen von etwa 100 Millionen Euro angesiedelt. Hauptumschlaggüter sind Eisen- und Stahlprodukte, Schrott, Altholz, Futtermittel, Getreide, Mineralöl und Holz. Der Güterumschlag pro Jahr beträgt rund 1,4 Millionen Tonnen.

### Ansässige Unternehmen

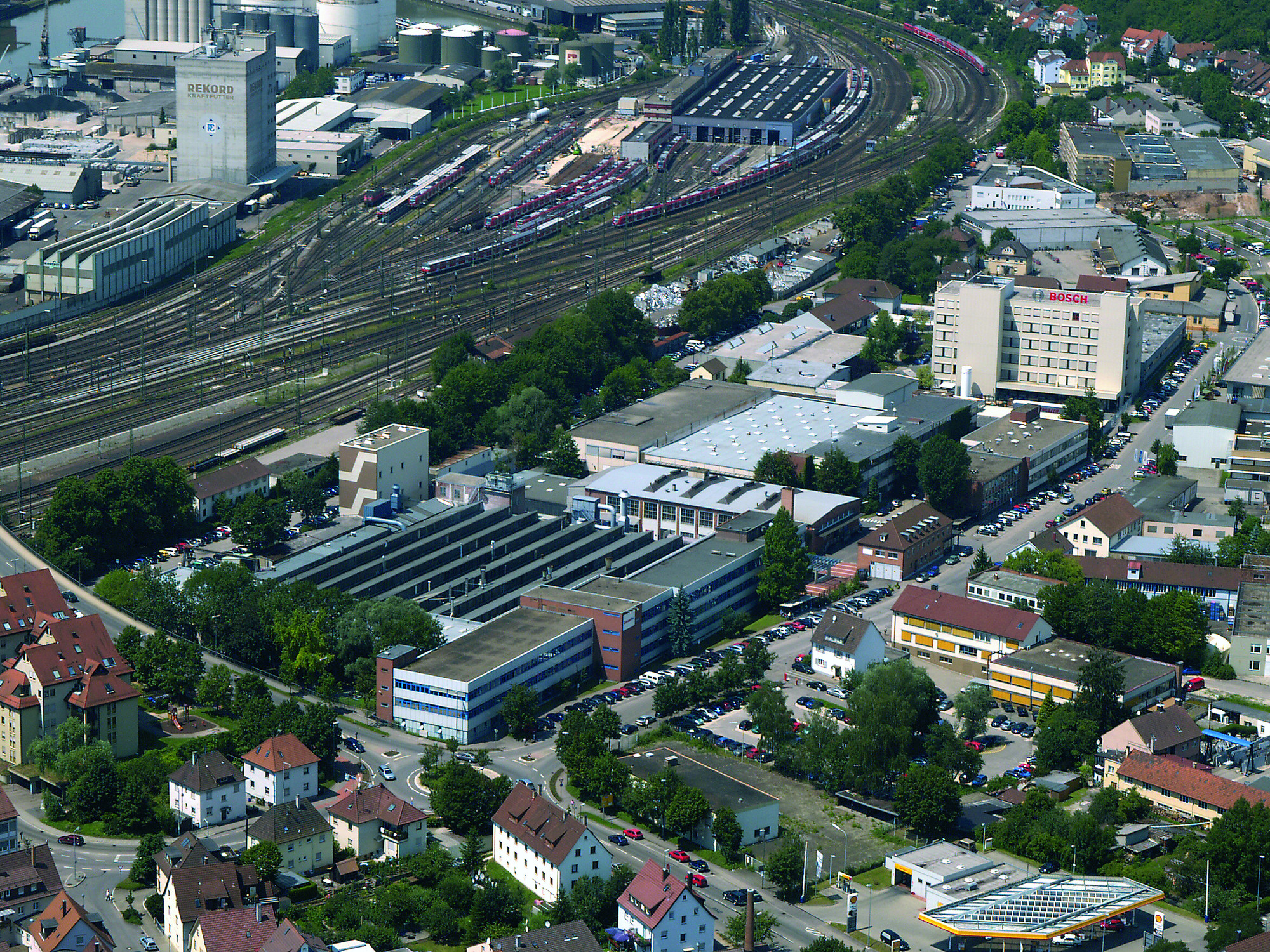
Das Gewerbegebiet Fabrikstraße mit der Robert Bosch GmbH und der CeramTec GmbH, im Hintergrund das Bahnbetriebswerk Plochingen

- Deutschlandzentrale der Decathlon S.A. (Sporteinzelhandelskette)
- CeramTec GmbH (Technische Keramik)
- Robert Bosch GmbH (Kfz-Prüftechnik, Training)
- Schrott- und Metallhandel M. Kaatsch GmbH (Recycling)

Seit einigen Jahren wird in Plochingen auch wieder Wein angebaut. Die Plochinger Lagen gehören zur Großlage Weinsteige im Bereich Remstal-Stuttgart.

### Bildungseinrichtungen
Plochingen verfügt über ein Gymnasium (Gymnasium Plochingen), eine Realschule, eine Grund- und Werkrealschule, eine Förderschule und eine reine Grundschule. Darüber hinaus gibt es neun Kindergärten in der Stadt.
Ferner findet sich in Plochingen ein GARP-Bildungszentrum für die IHK Region Stuttgart e. V.
Am 3. September 2021 wurde das Musikzentrum Baden-Württemberg, als Tagungshaus und Weiterbildungsakademie für die Amateurmusik, eröffnet.

## Kultur und Sehenswürdigkeiten

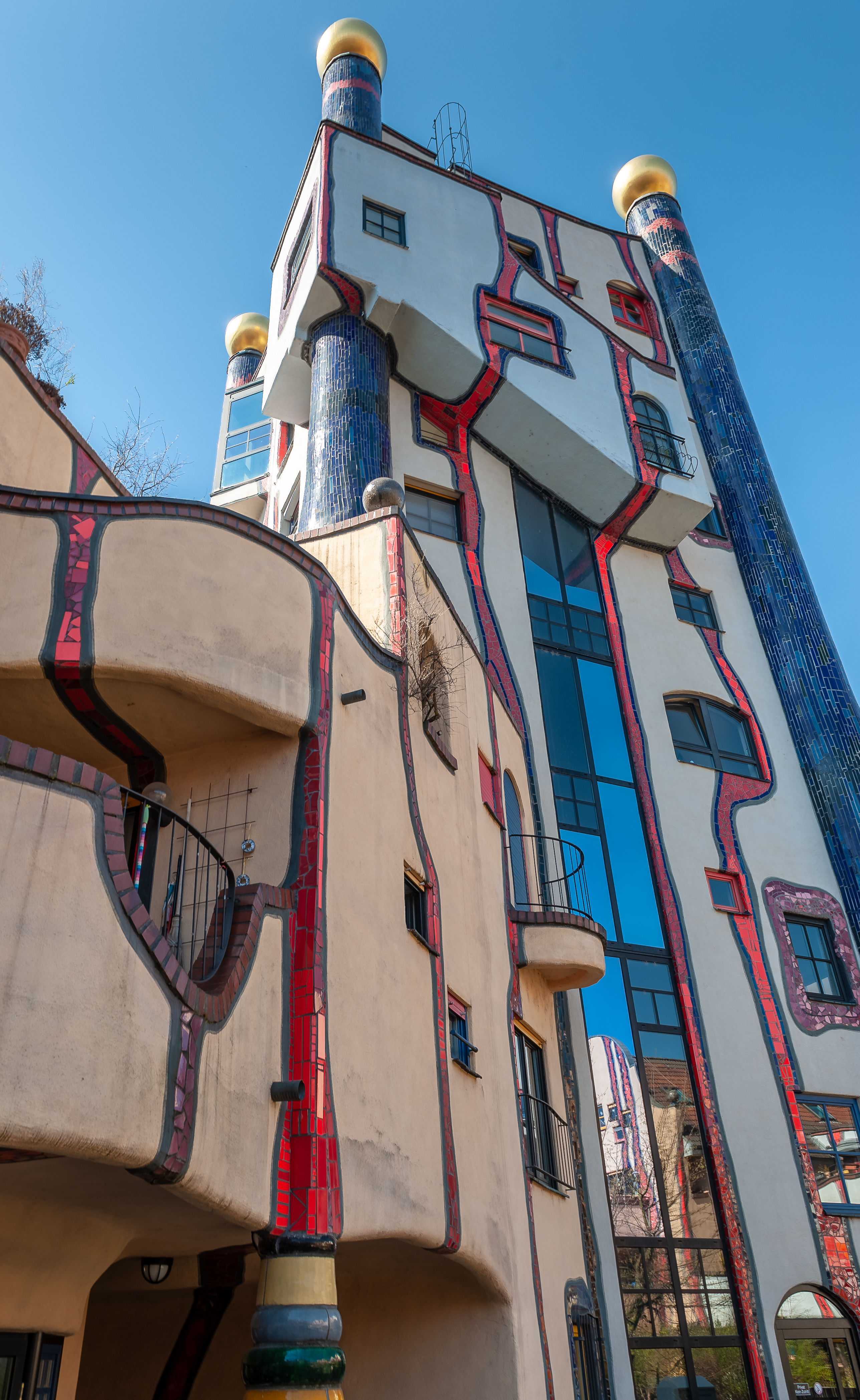
Das Hundertwasserhaus

Plochingen liegt an der Württemberger Weinstraße, die durch alle württembergische Weinregionen an vielen Sehenswürdigkeiten vorbeiführt.

### Bauwerke
- Marktplatz mit Fachwerkhäusern, darunter das Alte Rathaus (1530)
- Gotische Stadtkirche St. Blasius (1488)
- Ottilienkapelle (1328)
- Haus Gablenberg (1799)
- Hundertwasserhaus „Wohnen unterm Regenturm“ (1991–1994)
- Heutiges Rathaus (1900)
- Katholische Kirche St. Konrad (1929)
- Weinbergtürmle
- Aussichtsturm auf dem Stumpenhof
- Von Tomi Ungerer entworfenes öffentliches Toilettenhaus Les Toilettes (2007) neben der Ottilienkapelle
- PlochingenInfo mit Galerie der Stadt Plochingen

### Natur

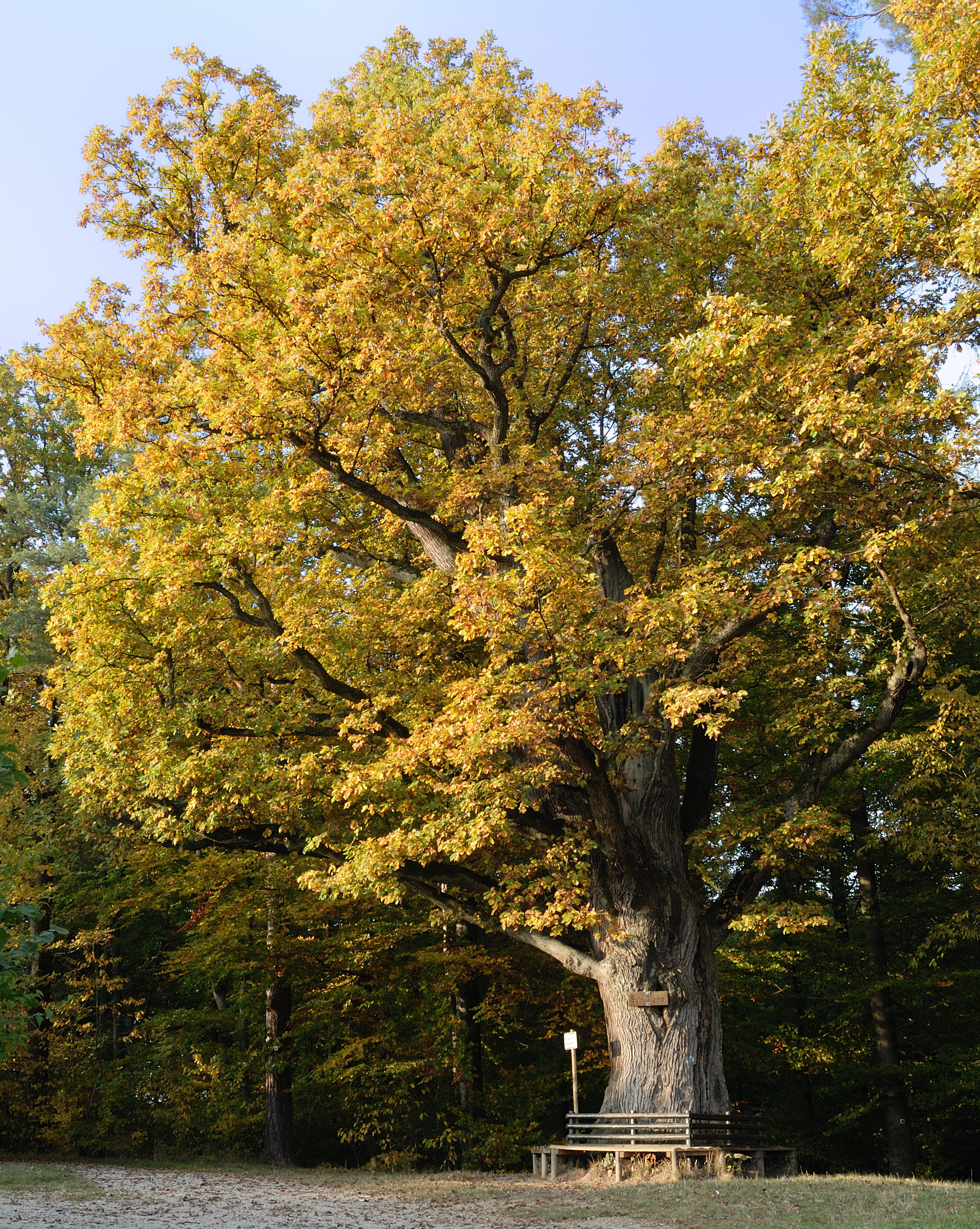
Bühleiche am Stumpenhof

- Die Bühleiche beim Stumpenhof

### Freizeit
Die Parkbahn in den Neckarauen ist eine insgesamt 1,5 Kilometer lange Parkbahnanlage, die von Ostermontag bis Oktober an jedem Wochenende betrieben wird.

## Persönlichkeiten

### Ehrenbürger
- Manfred Reiner (1926–2020), langjähriger Stadtrat in Plochingen
- Eugen Beck (1940–2022), langjähriger Bürgermeister von Plochingen
- Gerhard Remppis (* 1940), langjähriger Stadtrat in Plochingen

### Söhne und Töchter der Stadt
- Christian Friedrich Löw (1778–1843), Schultheiß in Beuren, Landtagsabgeordneter
- Ludwig Friedrich Wilhelm Hallberger (1796–1879), Buchhändler und Verleger
- Ferdinand Huttenlocher (1856–1925), Bildhauer und Maler, Fachlehrer u. a. an der Kunstgewerbeschule Bern
- Fritz Rohleder (1867–1949), deutscher Zylinder- und Schuhmacher und Politiker (SPD, USPD)
- Heinz Mauser (1919–1995), Chemiker und Professor für physikalische Chemie
- Gotthilf Fischer (1928–2020), Chorleiter, bekannt durch die von ihm gegründeten Fischer-Chöre
- Werner Niefer (1928–1993), Automobilmanager, Vorstandsvorsitzender der Mercedes-Benz AG
- Hans Baur (1929–2020), Vorstandsmitglied der Siemens AG
- Gerhard Mahler (1930–1996), Unternehmer und Politiker (CDU), Landtagsabgeordneter, von 1972 bis 1976 Staatssekretär
- Werner Pfeiffer (1933–2019), Wirtschaftswissenschaftler und Hochschullehrer
- Willrecht Wöllhaf (1933–1999), schwäbischer Mundartdichter und Schriftsteller
- Egon Eigenthaler (* 1938), Werbegrafiker und Politiker (Republikaner), ehemaliger Landtagsabgeordneter
- Siegfried K. Wiedmann (* 1938), Elektroingenieur
- Herbert Henzler (* 1941), Unternehmensberater, Deutschlandchef von McKinsey (1985–1999)
- Rudi Ehninger (* 1942), Brigadegeneral des Heeres
- Kurt Mühlhäuser (1943–2020), Münchner Kommunalpolitiker (SPD)
- Hanns-Werner Heister (* 1946), Musikwissenschaftler
- Hans-Joachim Eckert (* 1948), Jurist
- Helmut M. Jahn (* 1949), Politiker (CDU), ehemaliger Landrat des Hohenlohekreises und ehemaliger Präsident des Landkreistags Baden-Württemberg
- Thomas Franz (* 1953), Generalmajor der Luftwaffe
- Jürgen Resch (* 1960), Bundesgeschäftsführer der Deutschen Umwelthilfe
- Andreas Cichowicz (* 1961), Journalist und Fernsehmoderator
- Dieter Haller (* 1962), Ethnologe, Professor für Sozialanthropologie an der Ruhr-Universität Bochum (zuvor New School University/New York, University of Texas/Austin).
- Andreas Tilp (1963–2021), Jurist
- Friederike Groß (* 1965), Malerin, Karikaturistin und Hochschullehrerin
- Barbara Thiessen (* 1965), Erziehungs- und Sozialwissenschaftlerin, Hochschullehrerin
- Peter Auwärter (* 1969), Tischtennisspieler
- Claudia Unger (* 1970), Kostümbildnerin
- Andrea Riedle (* 1972), Historikerin und Direktorin der Stiftung Topographie des Terrors

### Personen mit Bezug zu Plochingen
- Johann Jakob Heinrich Nast (1751–1822), klassischer Philologe und ab 1807 Pfarrer von Plochingen
- Ernst Sachs (Unternehmer) (1867–1932), Industrieller, Begründer des Unternehmens „Fichtel & Sachs“ in Schweinfurt; wuchs in Plochingen auf
- Otto Löffler (1871–1949), Komponist, Chorleiter, Dirigent und Musikverleger
- Elisabeth Hahn (1883–1967), Malerin, Grafikerin und Kunstwerkerin, ab 1955 in Plochingen
- Bruno Gröning (1906–1959), angeblicher spiritueller „Heiler“, ab 1955 in Plochingen
- Reinhold Voll (1909–1989), als Arzt in Plochingen tätig, Erfinder der Elektroakupunktur nach Voll
- Hans-Ulrich Rauchfuß (* 1950), Funktionär der deutschen Wanderbewegung und Kommunalpolitiker
- Joachim Hahn (* 1954), Theologe, Historiker der jüdischen Geschichte und Kommunalpolitiker
- Ernst-Wilhelm Gohl (* 1963), evangelischer Landesbischof, war von 2001 bis 2006 an der Plochinger Stadtkirche Gemeindepfarrer
- Eva Löbau (* 1972), Schauspielerin, wuchs in Plochingen auf
- Martin Kreeb (* 1968), Wissenschaftler und Hochschullehrer, wuchs in Plochingen auf

## Trivia
In den Karl-May-Verfilmungen Die Pyramide des Sonnengottes und Der Schatz der Azteken, deren Handlung 1864 spielt, gibt der Handelsreisende Andreas Hasenpfeffer – treuer Begleiter Dr. Sternaus – an, aus „Plochingen am Neckarstrand“ zu stammen. Er stellt sich mit den Worten „Andreas Hasenpfeffer aus dem schönen Plochingen am Neckarstrand, 2.413 Einwohner, darunter 99 Katholiken.“ vor.
Die Wasserführung des Neckars wird durch den Pegel Plochingen angezeigt. Dieser lag als einziger Pegel des Neckar nach Zufluss der Fils im freien Gefälle des Flusses, bis 1962 das Wehr Deizisau errichtet wurde. Um die Stauschwankungen fernzuhalten, wurde eine Schwelle rund 100 m unterhalb der Straßenbrücke Plochingen gebaut und der Pegel dorthin verlegt. Bei dem großen Hochwasser im Februar 1970 wurde die Schwelle aus Schüttsteinen zerstört. Da der Bau einer neuen Schwelle aus Beton zu teuer war, wird die Wasserführung nur noch rechnerisch ermittelt. Die Abflusswerte von Wendlingen am Neckar und von Reichenbach an der Fils werden an einen Rechner übertragen und addiert. Daraus wird der theoretische Wasserstand für den verlegten Pegel Plochingen errechnet und veröffentlicht.
Der Deutsche Feuerwehrverband wurde am 10. Juli 1853 von dem Ulmer Feuerwehrkommandanten Conrad Dietrich Magirus in Plochingen gegründet.
In Plochingen fand am 4. Juni 1827 das erste Sängerfest auf deutschem Boden statt. 